# مزيل الرجفان الخارجي الآلي

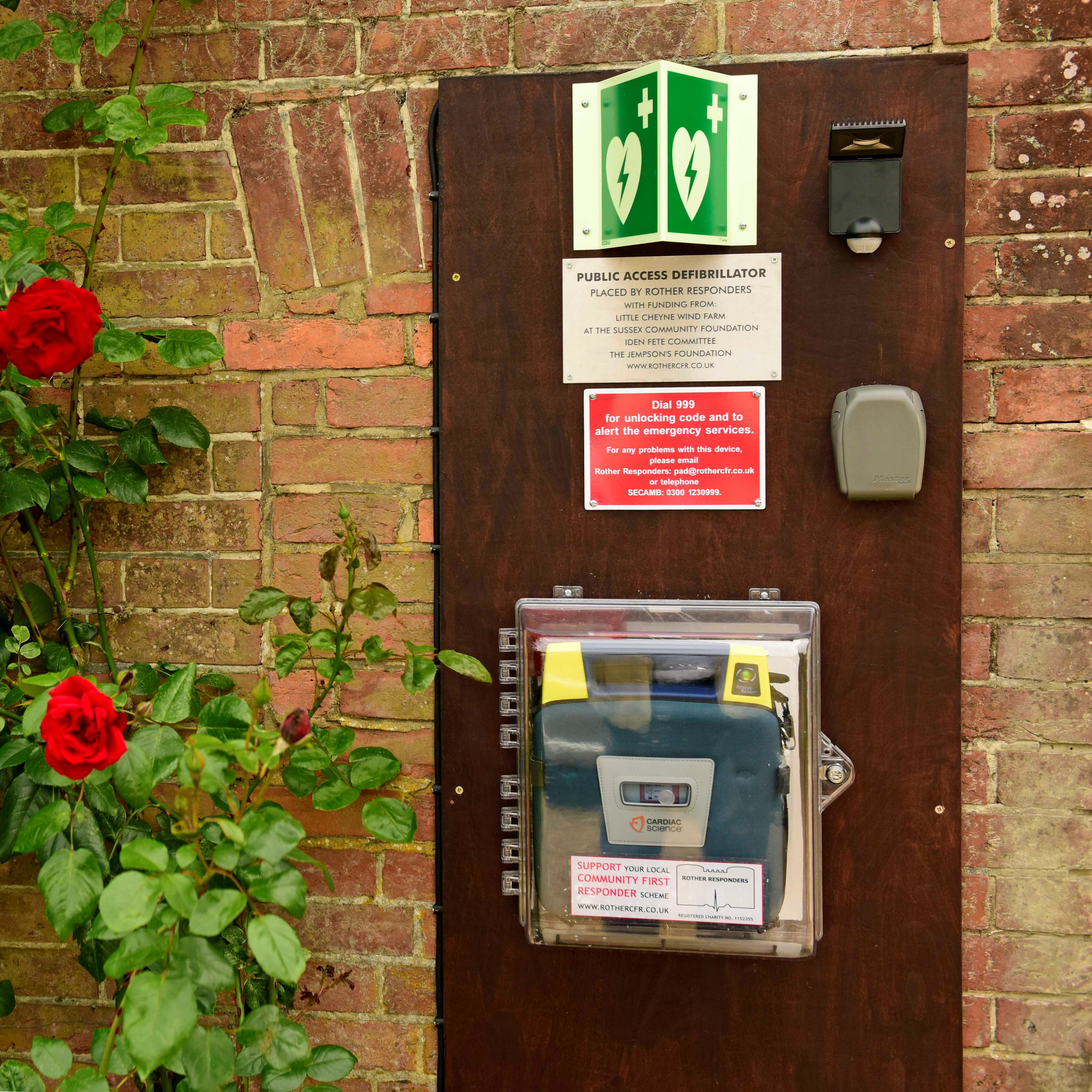
مزيل الرجفان الخارجي الآلي (AED) جاهزة للاستخدام. المنصات موصلة مسبقاً. هذا النموذج هو شبه تلقائي بسبب وجود زر الصدمة، النموذج التلقائي بالكامل متوفر أيضاً.

الرجفان الخارجي الآلي (AED) هو جهاز إلكتروني محمول يقوم تلقائياً بتشخيص اضطراب نظم قلبي المهدد لحياة التابع للرجفان البطيني واضطرابات نظم دقات القلب البطيني في المرضى، وهو قادرة على المعالجتهم من خلال إزالة الرجفان، تطبيق العلاج الكهربائي الذي يتوقف عدم انتظام ضربات القلب، مما يسمح للقلب لإعادة النبض على الإيقاع الفعال.

## التاريخ
النسخة المحمولة من مزيل الرجفان اخترعت في منتصف ستينيات القرن 20 من قِبل فرانك بانتريج في بلفاست، أيرلندا الشمالية، رائد في العلاج الطبي في حالات الطوارئ.